# Kajplats 6
Kajplats 6 auparavant connu sous le nom de Kajen 6 est un immeuble résidentiel dans le quartier de  Liljeholmen à Stockholm en Suède.

## Situation
Kajplats 6 est situé dans le quartier de Lagringen à l'adresse Sjöviksvägen 79-81 à Söderort.
Kajplats 6 est un immeuble de grande hauteur et un immeuble plus bas construits entre 2017 et 2020.
L'ensemble a été conçu par Alessandro Ripellino Arkitekter pour le compte de l'entrepreneur général JM (sv). 
Kajplats 6 est, avec Kajen 4, Kajen 5 et Kajen 7, l'un des quatre gratte-ciels résidentiels du projet Liljeholmskajen (sv).

## Architecture
Le plan détaillé de Kajplats 6 (propriété Lagringen 2) a obtenu force de loi en février 2014 et la cérémonie d'inauguration des travaux à eu lieu en septembre 2017. 
Kajplats 6 se compose d'une partie basse et d'une partie haute qui entourent une cour qui s'ouvre vers le nord et Årstaviken. 
La partie basse a une hauteur maximale de 30 mètres au-dessus du niveau du sol de la ville et la partie haute, y compris le restaurant sur le toit, culmine à a 90 mètres, ce qui correspond respectivement à sept étages et 26 étages dont le restaurant sur le toit constitue deux étages.
Les façades sont recouvertes de carreaux de céramique de différentes couleurs et brillances.
Des baguettes blanches et brillantes donnent un relief qui produit des effets d'ombre. 
La charpente du restaurant sur le toit est constituée d'une structure en acier et est séparée du bâtiment situé en dessous par une échancrure. 
Le restaurant peut accueillir 100 personnes assises. 
Il a été doté de façades vitrées du sol au plafond et a la forme d'un bloc rectangulaire, c'est-à-dire d'un parallélépipède rectangle, en verre.
L'ambition de l'architecte était que le bloc rectangulaire flotte, comme une lanterne brillante, au-dessus de la ville pendant la soirée.
Dans la partie haute, une cage d'escalier centrale et quatre ascenseurs assurent la circ verticale. Au total, les deux bâtiments contiennent 199 appartements, répartis en 1 à 5 pièces avec cuisines d'une superficie comprise entre 35 m² et 115 m². Presque tous les appartements disposent d'un balcon ou d'une terrasse. 
Les logements sont en copropriété. 
L'ensemble a une surface de 22 500 mètres carrés.
Le bâtiment a été conçu par Alessandro Ripellino Arkitekter sous la direction d'Alessandro Ripellino. 
Integra Engineering était responsable des conceptions et Land Arkitektur de l'aménagement paysager.

## Reconnaissance
Kajplats 6 a été nommé bâtiment de Stockholm de l'année 2022 le 7 juin 2022, .

## Galerie

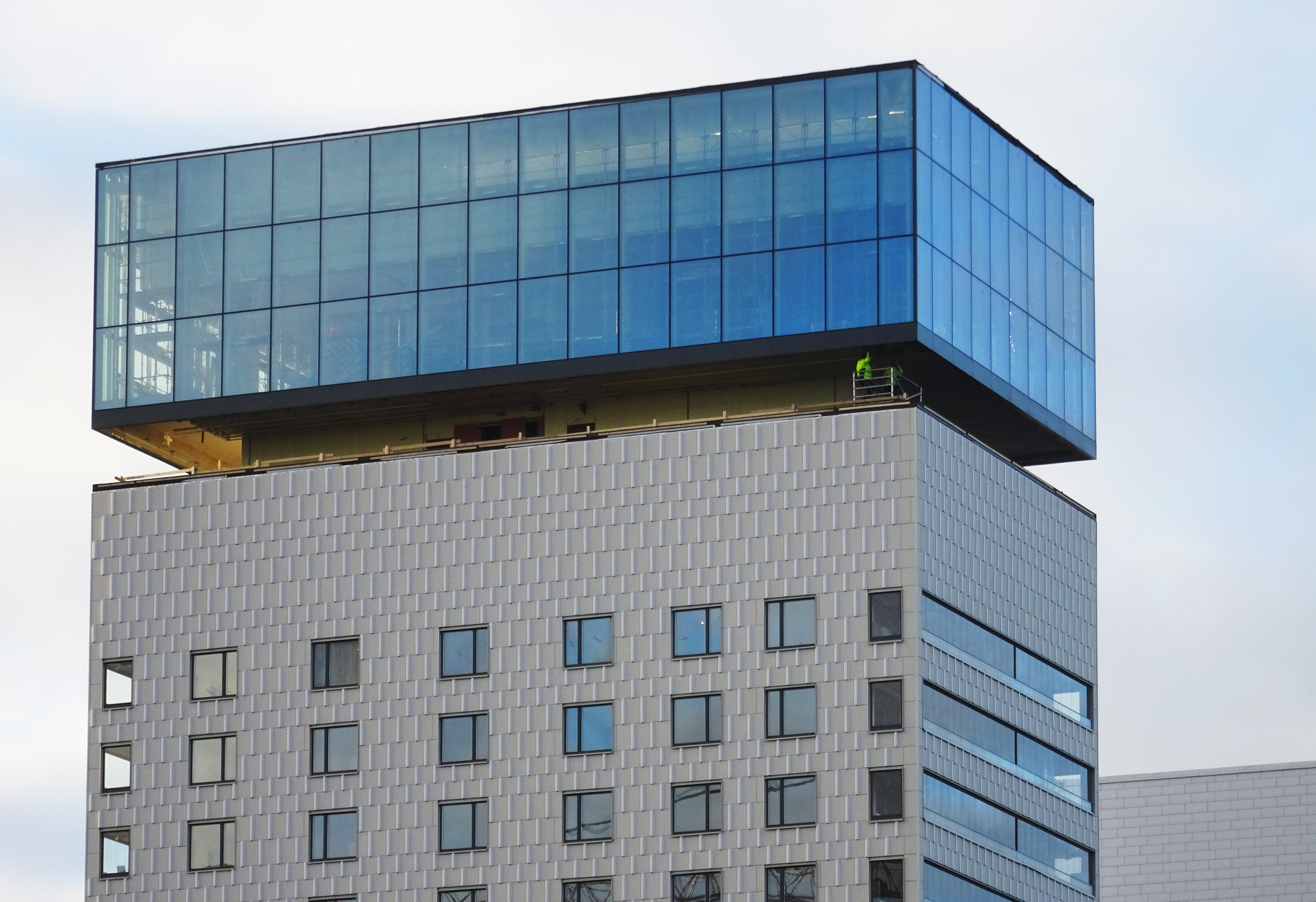
Le restaurant en novembre 2020.
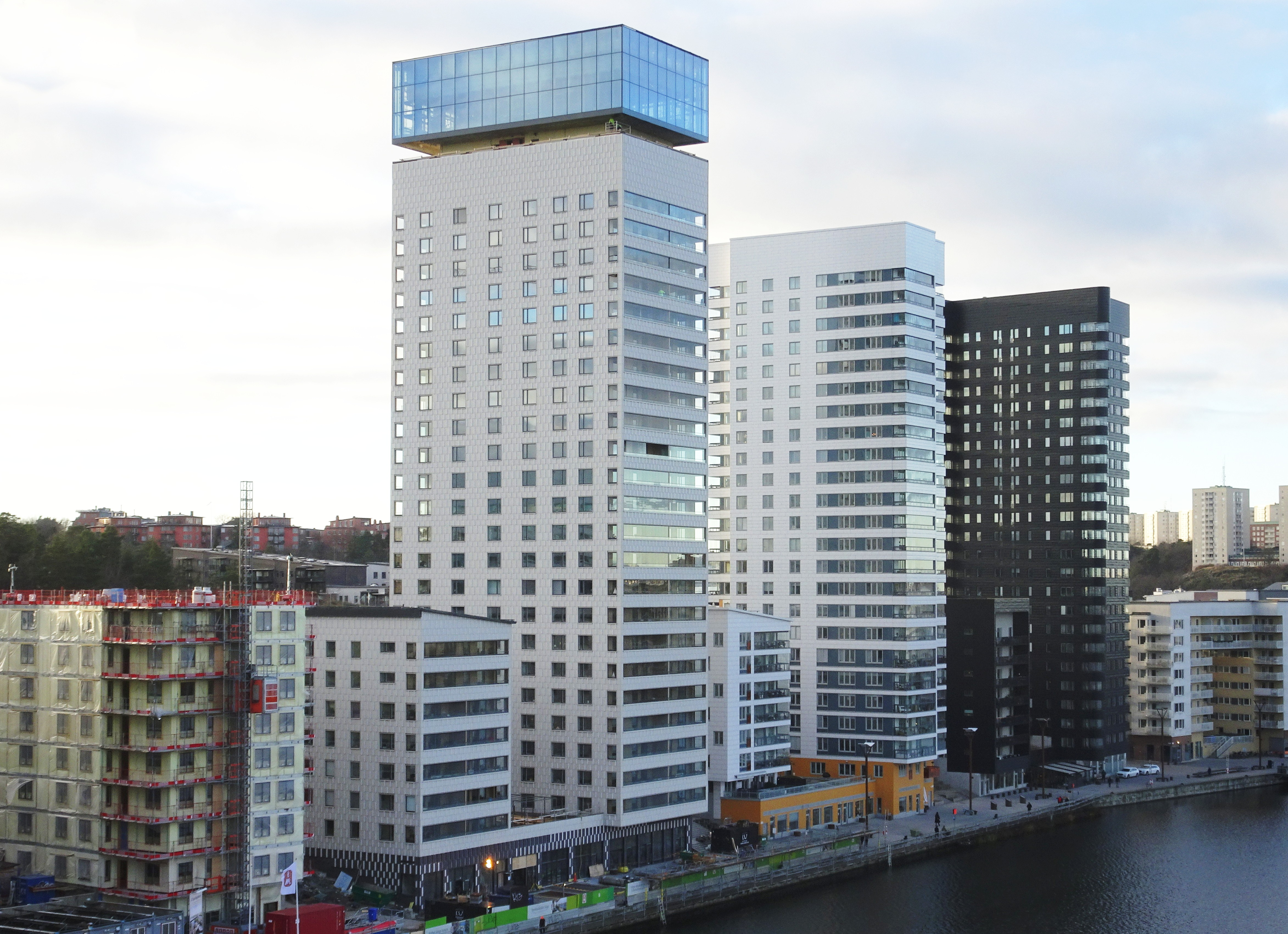
De gauche à droite: K7 (under byggnad), Kajplats 6, Kajen 5 och Kajen 4
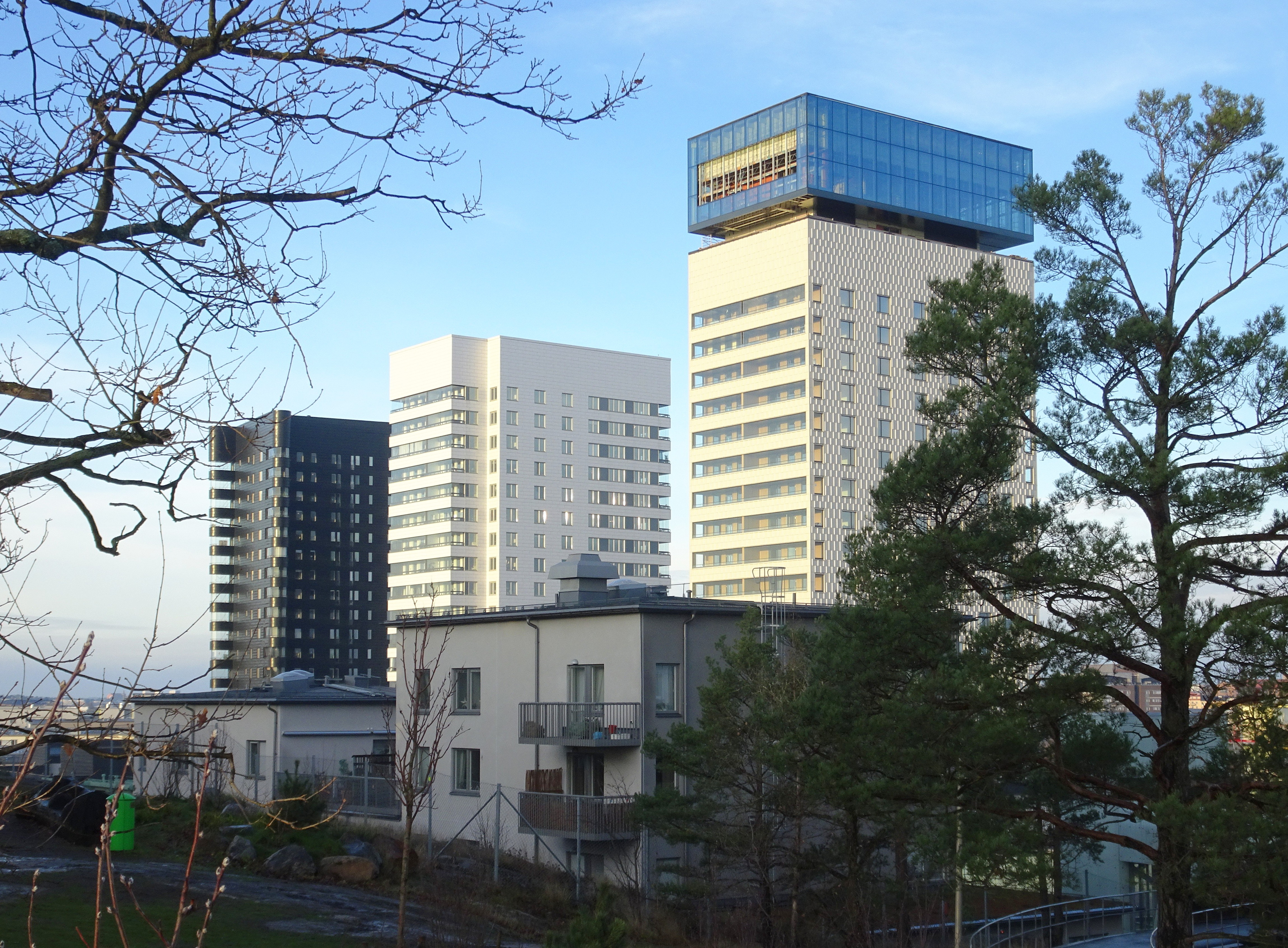
De gauche à droite: Kajen 4, Kajen 5 et Kajplats 6, vus d'Årstabergsparken.

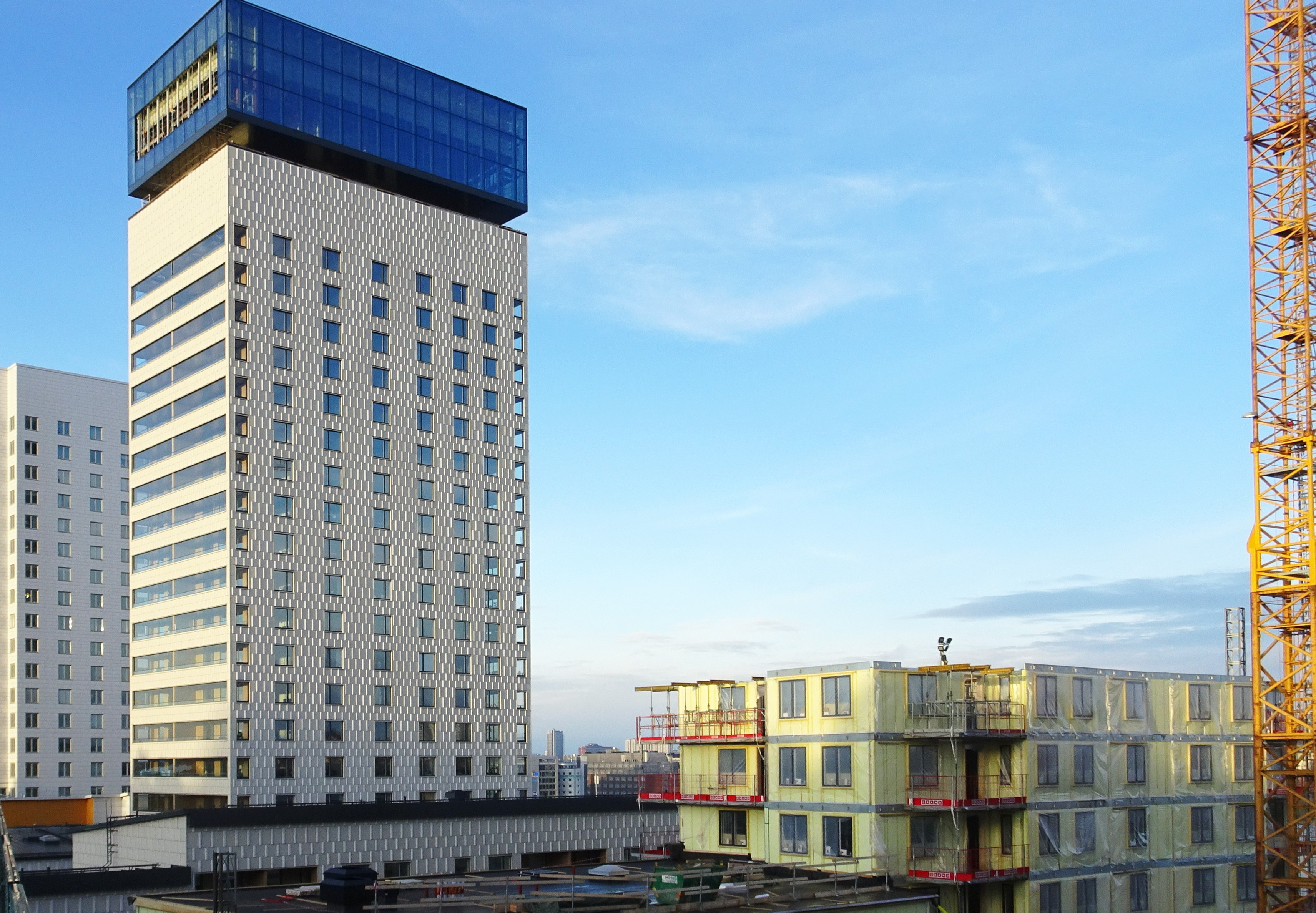
En décembre 2020. Sur la droite K7 en construction.
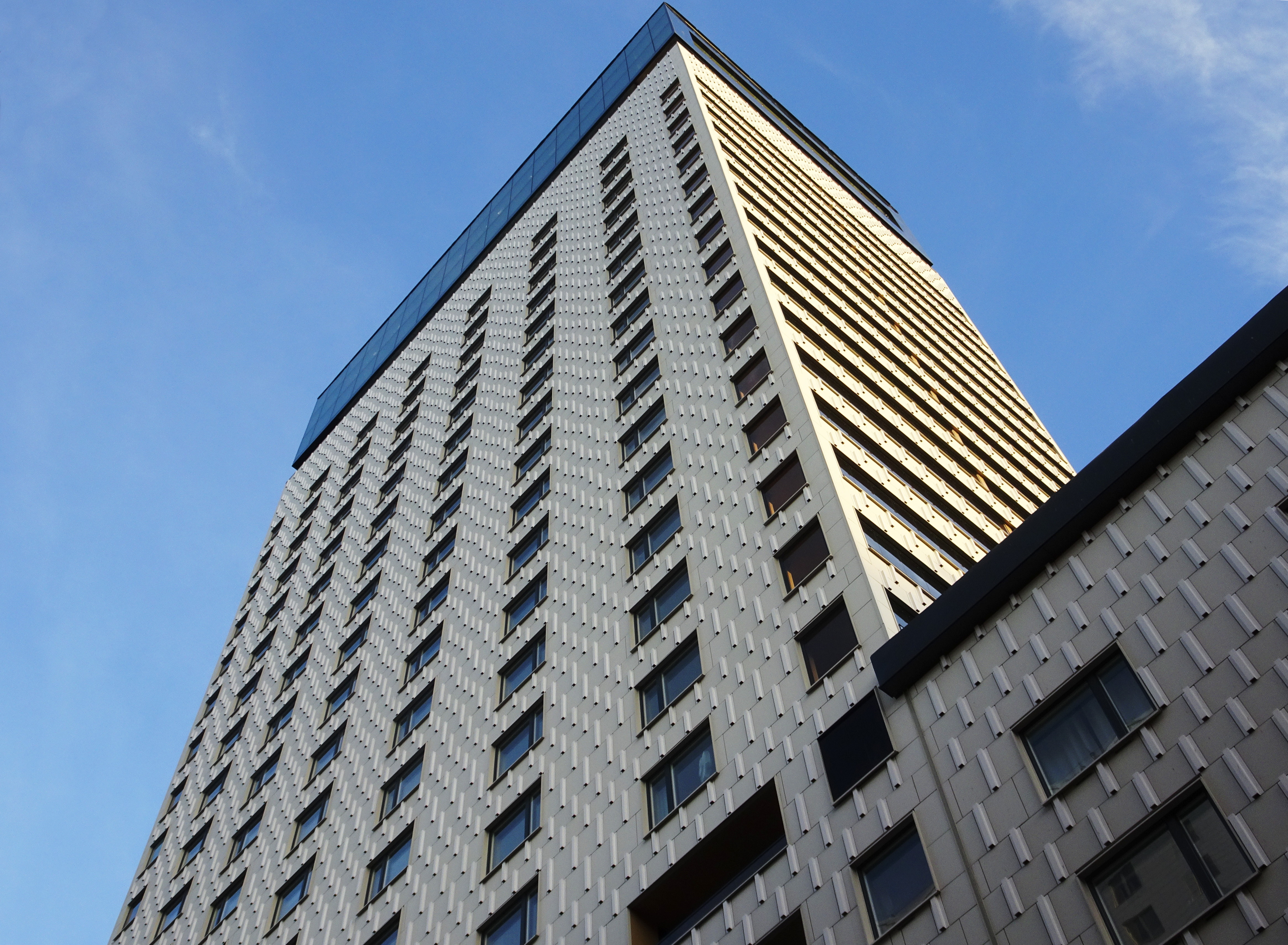
Kajplats 6.
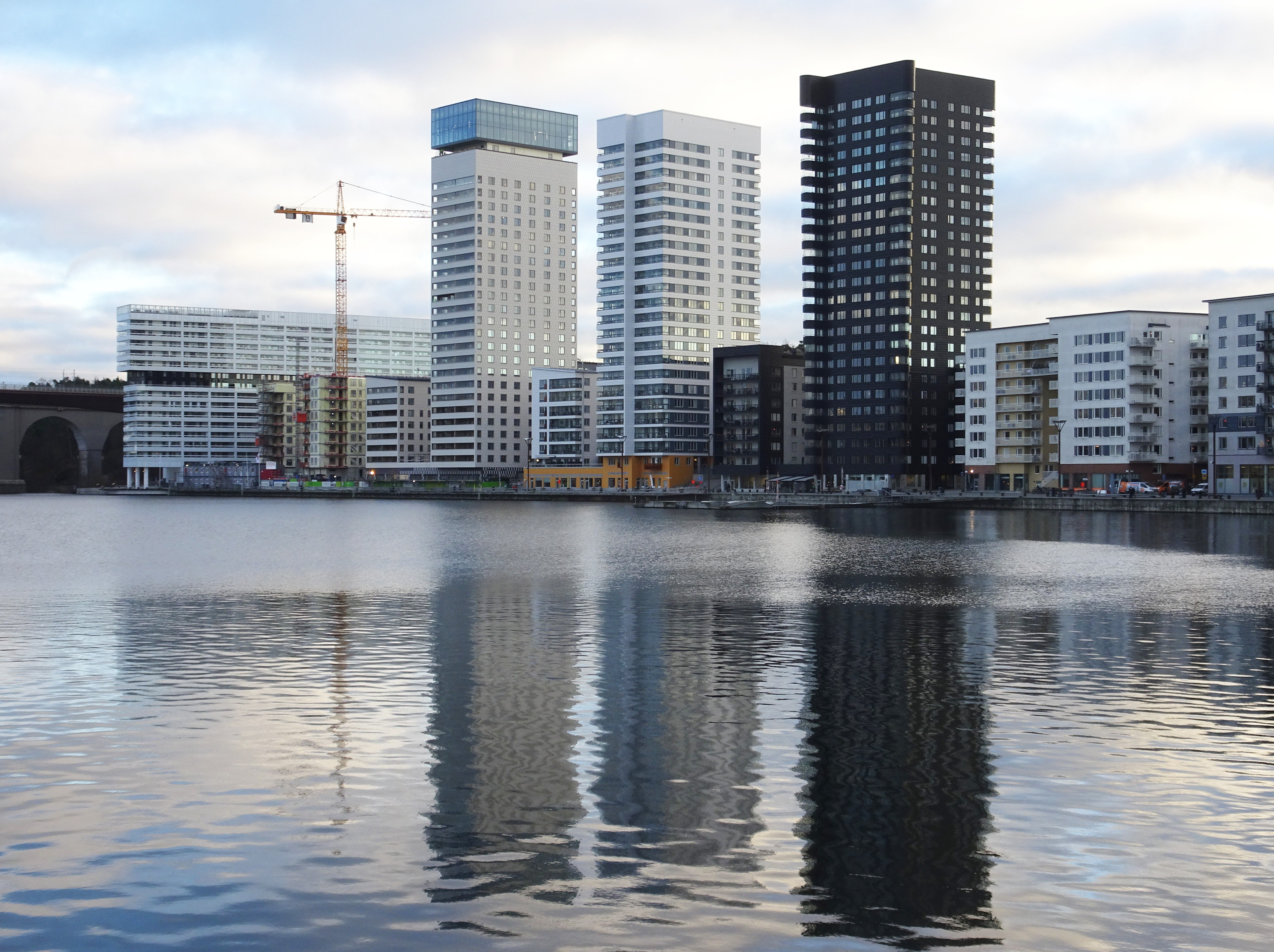
De gauche à droite: Brohuset, Kajen 7, Kajplats 6, Kajen 5 et Kajen 4.